# آلفا-الئواستئاریک اسید
آلفا-الئواستئاریک اسید (به انگلیسی: Alpha-Eleostearic acid) با فرمول شیمیایی C۱۸H۳۰O۲ یک ترکیب شیمیایی است. 